# Gianni Ferreri
Gianni Ferreri, all'anagrafe Giovanni Ferreri (Parabiago, 9 settembre 1960), è un attore italiano.

## Biografia
Nasce a Parabiago da genitori partenopei. All'età di sei anni abbandona la natia cittadina lombarda stabilendosi definitivamente a Napoli.
Terminati prematuramente gli studi scolastici, inizia a svolgere lavori artigianali e, allo stesso tempo, si avvicina alla musica e al teatro.
Nel 1976 fonda una compagnia amatoriale e comincia a confrontarsi con la grande tradizione teatrale della sua città. Negli anni Ottanta entra a far parte delle compagnie professioniste lavorando con Isa Danieli, Mario Scarpetta, Mario Merola e la coppia Giuseppe Pambieri e Lia Tanzi. Parallelamente professa l'attività di accordatore di pianoforti.
Nel 1995 la svolta, viene scelto per la campagna pubblicitaria dell'allora nascente TELE+, girando tre spot andati in onda su tutte le reti nazionali. Da quel momento interpreta molti personaggi in film per il cinema e la televisione, a cominciare dai debutti alla sceneggiatura e alla regia di Paolo Sorrentino (Polvere di Napoli di Antonio Capuano e L'amore non ha confini del premio Oscar), per proseguire con Auguri Professore, fino ad arrivare al ruolo del sovrintendente Giuseppe Ingargiola nella serie televisiva Distretto di Polizia che gli darà fama nazionale.
Nel 2006 approda alla TV, è infatti tra i protagonisti del varietà Suonare Stella per poi tornare stabilmente a teatro principalmente a Roma e Napoli. Nel 2018 è il protagonista del cortometraggio "Tu m'uccidi o crudele", prodotto da Giovanni Calvino e Giovanni Parisi per TILE Storytellers, vincitore del 1º premio Gran Galà del Cinema e della Fiction della Regione Campania, dove recita a fianco di Patrizia Di Martino e Marianna Mercurio.
Nel 2019 è al cinema con Peppe Iodice e Serena Rossi in 7 ore per farti innamorare che segna il debutto alla regia di Giampaolo Morelli.
Nel 2020 torna a teatro con Casalinghi Disperati. Nel 2021 con "Se devi dire una bugia dilla grossa" e nel 2022, insieme a Gigi Savoia, porta in scena "Il muro di Napoli", adattamento del romanzo omonimo di Giovanni Calvino e Giovanni Parisi, edito da Homo Scrivens. Nel 2024 è al Teatro degli Audaci di Roma la commedia di Roberto D’Alessandro L’ammazzo col gas, interpretata da con Danila Stalteri. A inizio 2025 torna in televisione nella miniserie Rai Leopardi - Il poeta dell'infinito.

## Filmografia

### Cinema
- Il ciclone, regia di Leonardo Pieraccioni (1996)
- Auguri professore, regia di Riccardo Milani (1997)
- Polvere di Napoli, regia di Antonio Capuano (1998)
- L'ultimo capodanno, regia di Marco Risi (1998)
- Il grande botto, regia di Leone Pompucci (2000)
- Mari del sud, regia di Marcello Cesena (2001)
- Amore con la S maiuscola, regia di Paolo Costella (2001)
- Tre mogli, regia di Marco Risi (2001)
- Ribelli per caso, regia di Vincenzo Terracciano (2001)
- Amici Ahrarara, regia di Franco Amurri (2001)
- Incantesimo napoletano, regia di Luca Miniero e Paolo Genovese (2002)
- Basta un niente, regia di Ivan Polidoro (2003)
- Nessun messaggio in segreteria, regia di Luca Miniero e Paolo Genovese (2005)
- Into Paradiso, regia di Paola Livia Randi (2008)
- Una cella in due, regia di Nicola Barnaba (2011)
- Sodoma - L'altra faccia di Gomorra, regia di Vincenzo Pirozzi (2013)
- Io Arlecchino, regia di Giorgio Pasotti e Matteo Bini (2013)
- Le leggi del desiderio, regia di Silvio Muccino (2014)
- Troppo napoletano, regia di Gianluca Ansanelli (2015)
- Il Vangelo secondo Mattei, regia di Antonio Andrisani e Pasquale Zullino (2015)
- Gramigna, regia di Sebastiano Rizzo (2017)
- E se mi comprassi una sedia?, regia di Pasquale Falcone (2017)
- Gomorroide, regia de I Ditelo voi (2017)
- Bob & Marys - Criminali a domicilio, regia di Francesco Prisco (2018)
- San Valentino Stories, regia di Antonio Guerriero, Emanuele Palamara e Gennaro Scarpato
- Il giorno più bello del mondo, regia di Alessandro Siani (2019)
- 7 ore per farti innamorare, regia di Giampaolo Morelli (2020)
- Benvenuti in casa Esposito, regia di Gianluca Ansanelli (2021)
- Beata te, regia di Paola Randi (2022)
- Il regno per una farfalla, regia di Sergio Assisi (2024)

### Cortometraggi
- L'amore non ha confini, regia di Paolo Sorrentino (1997)
- Rottamazione, regia di Gianni Mattioli (1998)
- Piccole cose di valore non quantificabile, regia di Luca Miniero e Paolo Genovese (1999)
- Rapina, regia di Ivan Polidoro (2002)
- L'Incontro, regia di Irish Braschi (2002)
- La solita giornata, regia di Luigi Russo (2002)
- Quasi, regia di Rosaria Désirée Klain (2003)
- Raccolta differenziata, regia di Luca Liguori (2008)
- Inventario, regia di Gerry D'Avino (2011)
- Sto come sto, regia di Fabio Aprea (2011)
- 'O Pittbull, regia di Gennaro Silvestro (2011) – videoclip di Ciccio Merolla
- Fuorigioco, regia di Luca Liguori (2012)
- Deep Plates, regia di Lorenzo Jimmy Nobile (2012) – webserie
- Oltre gli specchi, regia di Gennaro Silvestro (2014) – videoclip di Andrea Cassese
- Autoritratto, regia di Gianmaria Fiorillo (2014)
- Salifornia, regia di Andrea Beluto (2016)
- Le Range Fellon, regia di Gennaro Silvestro (2016) – videoclip di Daniele Sepe
- Tu m'uccidi o crudele, regia di Giovanni Calvino (2018)

### Televisione
- Un posto al sole – soap opera (1997)
- La squadra – serie TV (2000)
- Distretto di Polizia – serie TV (2000-2010)
- Suonare Stella, regia di Giancarlo Nicotra – programma TV (2006)
- Viaggio in Italia - Una favola vera, regia di Paolo Genovese e Luca Miniero – film TV (2006)
- Piper, regia di Carlo Vanzina – film TV (2007)
- 'O professore, regia di Maurizio Zaccaro – miniserie TV (2008)
- Piper, regia di Francesco Vicario – miniserie TV (2009)
- Nemici Amici, regia di Giulio Manfredonia (2009)
- Le ragazze dello swing, regia di Maurizio Zaccaro – miniserie TV (2010)
- Impazienti, regia di Celeste Laudisio – sitcom (2014)
- Leopardi - Il poeta dell'infinito, regia di Sergio Rubini – miniserie TV, puntata 2 (2025)

## Teatro
- Voi azzuppate? di Corrado Taranto (1990)
- Non ti pago di Eduardo De Filippo (1992)
- Ognuno per sé (riadattamento di Sotto a chi tocca) di Gilberto Govi (1993)
- Madama Sangenella di Eduardo Scarpetta (1994)
- Zappatore, con Mario Merola e Rino Marcelli, spettacolo inaugurale del Todi Festival (1995)
- Avanspettacolo... come prima più di prima,  con Isa Danieli e Rino Marcelli (1996)
- La fortuna bussa all'armadio di Scarnicci e Tarabusi (1997)
- Na santarella di Eduardo Scarpetta, con Mario Scarpetta (1997)
- La banda degli onesti di Age & Scarpelli, riadattamento di Mario Scarpetta (1998)
- Pallottole su Broadway, riduzione teatrale del film (1998)
- Don Giacinto di Raffaele Viviani (2000)
- Terapia, terapia di R. Nobile e A. Fornari, regia di Augusto Fornari (2011)
- Rinaldo in campo di Garinei e Giovannini, regia di Massimo Romeo Piparo (2011)
- Se non ci fossi io di Nobile e Fornari, regia di Augusto Fornari (2012)
- L'arte della truffa di Fornari e Maia, regia di Toni Fornari (2013)
- Ti presento mio fratello di Sarcinelli e Quintale, regia di Gaetano Liguori (2014)
- Chiamalo ancora amore di Fornari e Maia, regia di Toni Fornari (2014)
- Una bugia tira l'altra di Luigi Russo, regia di Luigi Russo (2014)
- La sposa di G. Caruso e L. Simioli, regia di Gennaro Silvestro (2015)
- Cena con sorpresa di Fornari e Maia, regia di Toni Fornari (2016)
- Casalinghi disperati, regia di Diego Ruiz (2018/2021)
- Il muro di Napoli, di Giovanni Calvino e Giovanni Parisi (2022)

## Riconoscimenti
- I Corti sul Lettino
  - 2018 – Menzione speciale per Tu m'uccidi o crudele
- Lavori in Corto
  - 2002 – Miglior attore protagonista per La solita giornata
- Premio Charlot
  - 2006 – Premio speciale fiction per Distretto di polizia
- Premio Cinema Forio d'Ischia
  - 1997 – Miglior attore emergente
- Premio Oplonti per il Cinema
  - 1997 – Migliore attore